# 板山乡
板山乡，是中华人民共和国湖南省怀化市芷江侗族自治县下辖的一个乡镇级行政单位。

## 行政区划
板山乡下辖以下地区：
老鼠田村、新屋村、客仁棚村、大山村、苗田村和桃子楼村。